# Camponotus horripilus
Camponotus horripilus é uma espécie de inseto do gênero Camponotus, pertencente à família Formicidae.